# Gabriele Pescatore
Gabriele Pescatore (Serino, 21 ottobre 1916 – Roma, 7 luglio 2016) è stato un magistrato italiano.

## Biografia
Docente di Diritto della navigazione dal 1938 ha contribuito alla nascita del Codice della navigazione. Nel 1950 entra nel Consiglio di Stato, di cui sarà Presidente dal 1980 al 1986.
 
Presidente della Cassa del Mezzogiorno dal 1955 al 1976, si è identificato di fatto con gli anni positivi dell'intervento «straordinario» nel Sud. Dal 1955 al 2007 è stato consigliere di amministrazione dello Svimez.
È stato eletto giudice della Corte costituzionale dai magistrati del Consiglio di Stato il 20 dicembre 1985 e ha giurato il 14 gennaio 1986.
È stato nominato vicepresidente della Corte il 15 novembre 1993 dal presidente Francesco Paolo Casavola. È cessato dalla carica il 14 gennaio 1995.
Nel 2012 è stato insignito del Premio Scanno per il Diritto.